# Frederick Hardman
Frederick Hardman. Escritor y periodista inglés. Nació en 1814 y falleció en 1874 en París.

## Trayectoria
Contable en Londres, se alistó en 1835 en la Legión Auxiliar Británica, puesta a disposición del gobierno de Isabel II de España por el gobierno británico para luchar en la luego llamada Primera Guerra Carlista. Herido en 1838, regresa a su país, comenzando a publicar relatos sobre España, basados tanto sobre lo que había oído durante su estancia como sobre la Guerra de la Independencia y sus propias peripecias en el viaje.
En 1846 apareció su libro Peninsular Scenes and Sketches , dedicado a Baldomero Espartero, conteniendo las narraciones ya publicadas junto con otras inéditas. La obra consta de tres partes: Guerra de la Independencia, Primera Guerra Carlista y Viaje por las provincias vascas.

En su obra Hardman da una visión muy romántica de España. Entremezcla hechos reales con otros que ha oído en los campamentos y que contados de boca en boca, han acabado deformando la realidad, convirtiéndolos prácticamente en leyendas. Cuando menciona el paisaje castellano, que desconocía, al describirlo en sus relatos de la Guerra de la Independencia, se basa en paisajes navarros y vascos que sí había conocido durante su estancia en el país. Su rigor geográfico es casi nulo. Pero maravilla el detalle de su descripción cuando ha conocido realmente el paisaje, como ocurre con la deliciosa descripción de la Venta de Armentia que aún hoy puede contemplarse tal como fue descrita por él.
Hardman publicó otras obras sobre España, algunas con seudónimo. El espíritu aventurero que en 1835 le trajo a luchar a España lo llevó como corresponsal del Times a Madrid, Constantinopla, la Guerra de Crimea, Austria, Italia y Francia.
De su obra Peninsular Scenes and Sketches fue traducida la parte de la Guerra de la Independencia, en la que se dedica principalmente en realzar la figura de El Empecinado y, secundariamente, la de Jerónimo Merino, traducida al español por Gregorio Marañón y publicada en 1926 con el título El Empecinado visto por un inglés. Los relatos sobre la Primera Guerra carlista con parte de los relatos sobre el viaje por el País Vasco fueron traducidos al español por Jesús Pardo y publicados en 1967 con el título La Guerra carlista vista por un inglés.